# 19585 Заххопкінс
19585 Заххопкінс (19585 Zachopkins) — астероїд головного поясу, відкритий 13 липня 1999 року.
Тіссеранів параметр щодо Юпітера — 3,195.